# Gretz-Armainvilliers
Gretz-Armainvilliers település Franciaországban, Seine-et-Marne megyében. Lakosainak száma 8682 fő (2022. január 1.). Gretz-Armainvilliers Pontcarré, Ozoir-la-Ferrière, Presles-en-Brie, Tournan-en-Brie, Chevry-Cossigny és Favières községekkel határos.

## Népesség
A település népességének változása:
| Lakosok száma | 8408 | 8700 | 8793 | 8657 | 8566 | 8476 | 8459 | 8556 | 8682 |
|               | 2013 | 2015 | 2016 | 2017 | 2018 | 2019 | 2020 | 2021 | 2022 |